# Mefistófeles (ópera)
Mefistófeles (título original en italiano, Mefistofele) es una ópera en cuatro actos, con prólogo y epílogo; con música y libreto del compositor italiano Arrigo Boito (1868), con la que pretendió introducir en Italia el estilo wagneriano.

## Historia

### Composición
Boito empezó a considerar una ópera sobre el tema faustiano después de terminar los estudios en el Conservatorio de Milán en 1861. Mefistófeles es una de las muchas obras de música clásica que se basa en la leyenda de Fausto, y como muchos otros compositores, Boito usó la versión de Goethe como su punto de partida. Boito era un gran admirador de Richard Wagner, y como él escribió su propio libreto, algo insólito en la ópera italiana de la época.
La obra anterior más popular basada en la leyenda fue la ópera de Gounod Fausto, que Boito consideraba como un tratamiento superficial y frívolo de un tema profundo. Más aún, Boito despreciaba lo que él veía como bajos estándares operísticos en la Italia de su época, y decidió hacer su propia obra que se distinguiese, tanto musical como intelectualmente, de cualquier cosa que habían oído antes. Esperaba que sería un toque de atención y una inspiración para otros jóvenes compositores italianos. 
La partitura vocal para piano fue terminada en 1867 mientras Boito estaba visitando a unos parientes en Polonia.

### Representaciones
Fue estrenada el 5 de marzo de 1868 en La Scala de Milán bajo la batuta del propio compositor, a pesar de su falta de experiencia y habilidad como director. Conforme la tarde fue progresando la hostilidad del público, poco familiarizado con el estilo musical de vanguardia de Boito y no impresionados por muchas de las escenas (principalmente la escena en la corte del emperador), se incrementó constantemente. Más aún la obra era demasiado larga y el elenco inadecuado para las complejidades de la música. Cuando finalmente cayó el telón después de media noche quedó claro que el estreno había sido un fracaso. Después de sólo dos interpretaciones (la segunda fue dividida en dos noches), la ópera fue retirada.
Boito inmediatamente se puso a trabajar revisando la ópera, reduciendo grandemente su longitud y haciendo muchas escenas en menor escala. Por ejemplo, quitó todo el Acto IV original y reescribió el Acto V como un epílogo, añadiendo el dúo Lontano, lontano en el proceso. Fausto fue cambiado de barítono a tenor. La versión revisada se estrenó en el Teatro Comunal de Bolonia el 4 de octubre de 1875, esta vez cantada por un reparto que se considera más apropiado, y fue un éxito inmediato.
Este cambio en recepción se cree que en parte se debió a las revisiones de Boito haciendo la ópera más tradicional en estilo, y también al público italiano, que estaba más familiarizado con, y más deseoso de aceptar, desarrollos en la ópera relacionada con Wagner. Boito hizo algunos cambios menores en 1876. Esta versión se estrenó en el Teatro Rossini de Venecia el 13 de mayo de 1876. Junto al Faust de Charles Gounod es quizás una de las obras basadas en la pieza de Goethe, más famosas. 
La primera representación británica tuvo lugar en Her Majesty's Theatre, Londres el 6 de julio de 1880 y el estreno estadounidense fue el 16 de noviembre de 1880 en Boston.
Más tarde Boito continuó haciendo pequeños cambios hasta la versión definitiva, estrenada el 25 de mayo de 1881 en La Scala de Milán.
A principios del siglo XX, las reposiciones de la ópera se relacionaron particularmente con el famoso bajo ruso Fiódor Chaliapin: cantó el rol titular con ocasión de su primera aparición fuera de Rusia (La Scala, Milán, 16 de marzo de 1901) y también en su estreno estadounidense (Metropolitan Opera, Nueva York, 20 de noviembre de 1907). Chaliapin hizo su primera aparición en la Royal Opera House, Covent Garden el 25 de mayo de 1926. Parte de una representación posterior el 31 de mayo fueron grabados por His Master's Voice.
La Metropolitan Opera ha representado la obra un total de 67 veces desde que apareció allí por vez primera el 5 de diciembre de 1883, más recientemente en febrero de 2000. La Royal Opera en Londres sólo ha dado una representación de la ópera, una versión de concierto en marzo de 1998 en el Barbican Centre, con Samuel Ramey como el personaje titular. Como Mefistófeles, el bajo estadounidense hizo de este un rol destacado, apareciendo en muchas producciones en los ochenta y principios de los noventa, incluyendo una por la Ópera de San Francisco en noviembre de 1994
Esta ópera se representa poco; en las estadísticas de Operabase aparece la n.º 183 de las óperas representadas en 2005-2010, siendo la 56.ª en Italia y la primera de Boito, con 16 representaciones en el período.

## Personajes
| Personaje | Tesitura Primera versión | Elenco del estreno 5 de marzo de 1868 (Director: Arrigo Boito) | Tesitura Versión revisada | Elenco (versión revisada de Bolonia) 4 de octubre de 1875 (Director: Emilio Usiglio) |
| --- | ------------------------ | -------------------------------------------------------------- | ------------------------- | ------------------------------------------------------------------------------------ |
| Elena (Helena de Troya) | soprano                  | Mélanie-Charlotte Reboux                                       | soprano                   | Erminia Borghi-Mamo                                                                  |
| Faust, un erudito | barítono                 | Gerolamo Spallazzi                                             | tenor                     | Italo Campanini                                                                      |
| Margherita, una muchacha sencilla | soprano                  | Mélanie-Charlotte Reboux                                       | soprano                   | Erminia Borghi-Mamo                                                                  |
| Marta, vecina de Margherita | contralto                | Giuseppina Flory                                               | contralto                 | Antonietta Mazzucco                                                                  |
| Mefistofele | bajo                     | François-Marcel (Marcello) Junca                               | bajo                      | Romano Nannetti                                                                      |
| Nereo, un anciano griego |                          |                                                                | tenor                     | Carlo Casarini                                                                       |
| Pantalis, compañero de Helena | contralto                | Giuseppina Flory                                               | contralto                 | Antonietta Mazzucco                                                                  |
| Wagner, alumno de Fausto |                          |                                                                | tenor                     | Carlo Casarini                                                                       |
| Coro: huestes celestiales, querubines, penitentes, cazadores, campesinos, pueblerinos, estudiantes, brujas, brujos, corifeos y guerreros |                          |                                                                |                           |                                                                                      |

## Argumento

### Prólogo en el cielo

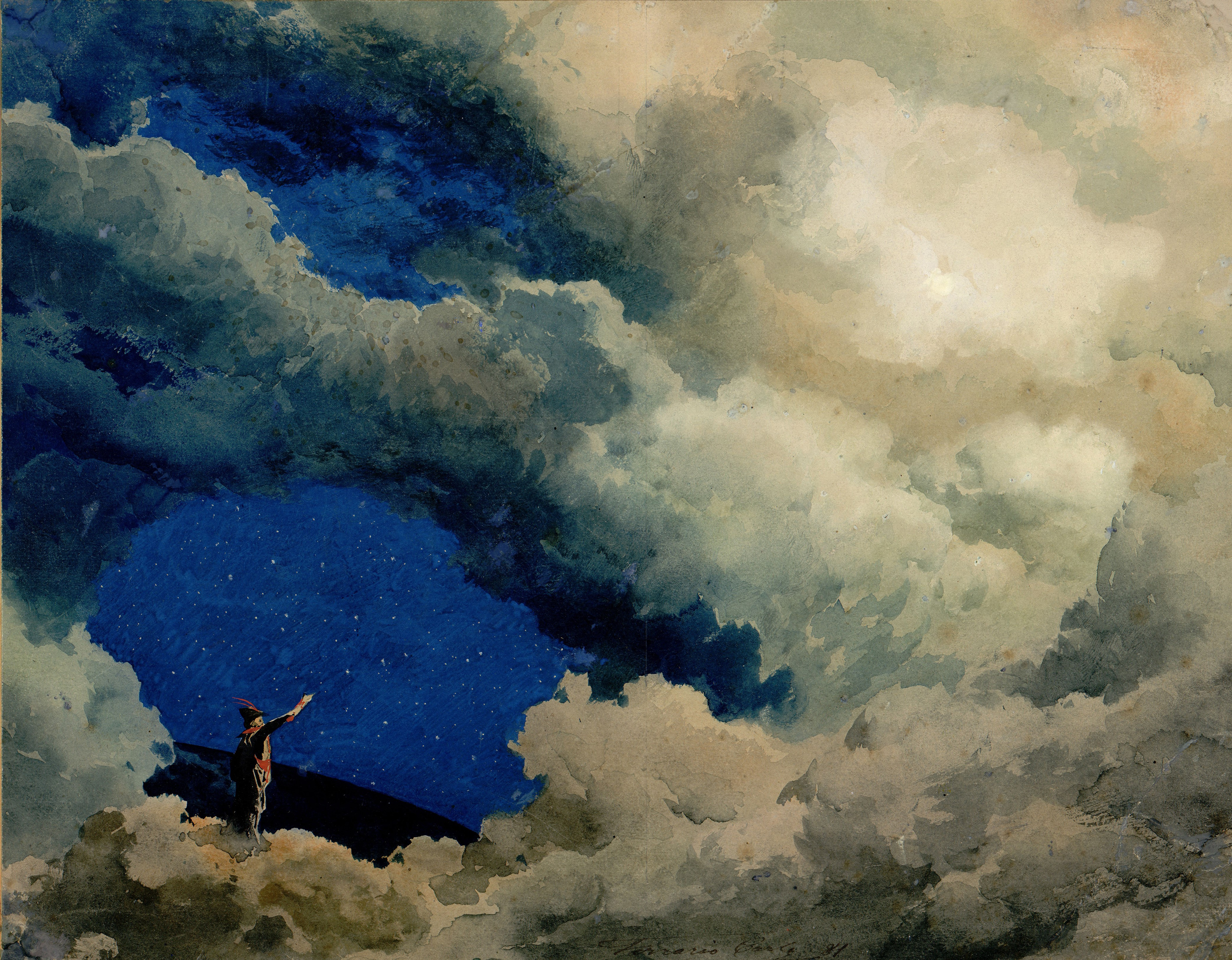
Boceto para la escenografía del prólogo

Paraje nebuloso en medio del espacio.

Los querubines, las falanges celestiales y las almas santas cantan loores al Señor. Pero aparece Mefistófeles, el espíritu del Mal. Reta a Dios a que puede hacer caer a uno de sus más fervientes siervos, que añora el saber por encima de todo. Se refiere a Fausto, nombrado por los coros celestiales. La apuesta es aceptada.

### Acto I
Cuadro I. El Domingo de Resurrección
Puerta de la ciudad de Fráncfort.

La primera escena transcurre en una puerta de salida de la ciudad de Fráncfort del Meno. Suenan campanas festivas, el pueblo se divierte. Entre todo el alboroto pasea un fraile encapuchado, que es vituperado y señalado. Entre tanto llegan el anciano Fausto y su ayudante Wagner paseando, de lo cual se enorgullece Wagner, por ir haciendo tal cosa al lado de tan sabia y digna persona como su amigo el doctor, el cual describe en una maravillosa y fina aria (en contraste con los escandalosos sones anteriores) la huida del invierno ante la llegada de la primavera. Transcurren danzas frenéticas del populacho, de clara esencia melódica, lo que hace que Wagner quiera apartarse al fondo con su compañero. Cuando se quedan solos, Fausto se queda mirando absorto las tinieblas del atardecer, cuando se dan cuenta del fraile. Fausto advierte que le arden los pies, y que sus huellas dejan un cerco de fuego, que el infierno lo acecha, a lo que Wagner, temeroso, intenta disuadir con palabras tranquilizadoras. Se van y el coro prosigue con sus juegos y danzas. Musicalmente cabe señalar los frenéticos ritmos de los bailes populares y el aria de Fausto.
Cuadro II. El pacto
Laboratorio de Fausto.

Hay un evangelio abierto. El fraile lo ha seguido al volver a casa y se esconde en la oscuridad. Fausto canta el placer de volver al hogar cuando el fraile se presenta. Fausto, aterrado, lo interpela, y Mefistófeles se revela en forma de caballero. Fausto ríe la broma y le pregunta su prpósito, así como quién es. Mefistófeles se lo explica en el aria Son lo spirito che nega: es el espíritu que siempre niega, que desea la destrucción, ¡¡y que siempre silba, silba, silba!!. El aria va acompañada y finalizada con fuertes silbidos. Le ofrece ser su siervo a cambio de que él lo sea "allí abajo", ofreciéndole todo lo que pueda desear, amor y saber. Fausto acepta el trato, que se verá sellado si llega a conocer todo sobre sí mismo y sobre el mundo, llegando el instante extático en el que le diga a un momento: "¡Detente, eres bello!". El dúo continúa con naturalidad, y estalla en la alegría de entrambos por la felicidad del acuerdo, con un ritmo vital y fresco. El acto termina cuando Fausto pregunta que dónde están los sirvientes, los pajes, los carruajes y la algarabía de la riqueza y el placer prometidos... y Mefistófeles le dice que solo basta con abrir su mantón y volar por los aires. Dúo: Se tu mi doni - "Si tú me das".

### Acto II
Cuadro I. El jardín
Fausto, rejuvenecido, acude al jardín de Margarita, una joven campesina del pueblo. Fausto la corteja bajo el nombre de Enrique. Cantan sus amores y deseos, recordando sus momentos, como la primera vez que se vieron en la calle; mientras tanto, Mefistófeles atrae a Marta, vieja lasciva, diciéndole irónica y fuertemente que nunca ha conocido el amor. Es un cuarteto a partes, entre soprano-tenor, bajo-mezzosoprano, de ligera estructura musical. Fausto le pide a Margarita un momento para poder hacer el amor con ella, y ella le dice que es casi imposible: duerme con su madre, que tiene un sueño leve. Él le da una ampolla con un somnífero para que se lo de, y puedan acariciarse sin problemas.
Cuadro II. La noche de aquelarre
Mefistófeles lleva a Fausto a las Montañas del Hartz, para la Noche de Walpurgis, el Sabbat. Mefistófeles le dice a Fausto que acelere el paso, y una vez que coronan una elevación rocosa, comienzan a llegar brujos y brujas, espectros vivientes del mundo, que alaban a Satanás, el cual, después de habérsele ofrecido una esfera de cristal como si fuese el mundo, le canta solo Ecco il mondo - "He aquí el mundo". El aria se corona con el arrojo al suelo de la esfera, y el estallido del mundo en mil millones de pedazos, a lo cual la furente multitud, empapada de sudor, lodo y sangrienta viscosidad, responde danzando endiabladamente alrededor de un hirviente caldero de vísceras pútridas, riendo y copulando, bajo un manto de notas de los metales y un coro largo e intenso. Fausto, en la noche del Sabbat, tiene una visión de Margarita encadenada. Mefistófeles le responde que era un espíritu maligno (la medusa).

### Acto III
La muerte de Margarita
Margarita aparece en una prisión a punto de ser ejecutada al alba por el verdugo cortándosele la cabeza, culpada de haber ahogado a su hijo y de envenenar a su madre. El acto comienza con su aria L'altra notte, quejándose de su suerte y exculpándose de esos actos. Llega Fausto en ese momento con Mefistófeles para salvarla, el cual ha conseguido milagrosamente las llaves y tiene dos corceles preparados afuera para salir huyendo precipitadamente. Margarita no quiere irse, y recuerda tiempos más felices al lado de su amado Fausto. Él, desesperado, no puede más y le ruega sollozante y casi ahogado que se marchen rápidamente. Margarita pide perdón a los cielos por sus pecados y se aterra de ver al maligno. Por fin comprende que irse con Fausto es el camino al infierno, mientras que si se queda y expía su culpa, se dirige a la redención. Aparecen los coros celestiales y el alma de Margarita asciende al cielo, después de decirle a "Enrique" que le da asco. Fausto y Mefistófeles huyen.

### Acto IV
La noche del aquelarre clásico
Orillas de un río en la Antigua Grecia.

Helena y las cariátides cantan coros estáticos a la belleza y el amor. Mefistófeles y Fausto llegan, y el demonio dice que es mejor que se separen por caminos diferentes, para disfrutar más del placer individual. Mefistófeles se aburre, y añora sus brujas del norte, de las que sabe hacerse loar más fácilmente. Helena tiene una visión de la guerra de Troya, en el aria Notte cupa, acompañada con coro. Fausto aparece vestido como un caballero del siglo XV y enamora a Helena arrodillándose ante ella y admirándole su ideal belleza. Entre Mefistófeles y los coros de Cariátides y Nerón, adoran a la pareja ideal, tan hermosa y pulcra, mientras ella se canta su amor. Fausto, enamorado de Helena, se queda a vivir en la Arcadia. Dúo Ah! Amore, misterio celeste.

### Epílogo
La muerte de Fausto
El laboratorio.

Fausto se ha hecho viejo. Se sienta en su alcoba, como al principio, con el Evangelio abierto, y Mefistófeles se encuentras detrás de él, acechándole. Fausto ha vivido tanto el amor real (Margarita) como el amor ideal (Helena de Troya), comprendiendo que la felicidad nunca es eterna. Mefistófeles no lo comprende. Dúo Cammina. Fausto expresa su deseo de ser rey de un país de gente trabajadora y laboriosa, que se ganara con esfuerzo, paz y grato conformismo cada día su subsistencia, regida por unas leyes sabias y excelsas para todos, de la que él vería nacer con bondad y ternura miles de generaciones santas (A.: Giunto sul passo). Mefistófeles intenta hacerle cambiar de idea, lo tienta. El cielo desciende, y un coro de ángeles y alados querubines cantan alabanzas al Señor. Fausto se admira ante semejante aparición y, lleno de religiosidad, se olvida de la Tierra y sus placeres mundanos. Al final, muere, y Mefistófeles se hunde en la tierra.

## Grabaciones
Grabación histórica según La discoteca ideal de la ópera, de Roger Alier y otros es la que hizo de esta ópera
- Tullio Serafin con Cesare Siepi (Mefistofele), Renata Tebaldi (Margherita), Mario del Monaco (Fausto), Floriana Cavalli (Elena), Lucia Danieli (Marta) con la Orquesta y coro de la Academia de Santa Cecilia de Roma (1957). Decca.